# Elena Dmitrievna Polenova
Elena Dmitrievna Polenova (in russo Елена Дмитриевна Поленова?; San Pietroburgo, 15 novembre 1850 – Mosca, 7 novembre 1898) è stata un'artista russa di stile Liberty e seguace del movimento delle Arts and Crafts, ed anche una delle prime illustratrici di libri per bambini nell'Impero zarista. Anche suo fratello Vasilij Polenov è stato un artista, prettamente un paesaggista.

## Biografia
La maggior parte dei membri della sua famiglia era coinvolta in attività artistiche o scientifiche. Suo padre, Dmitrij Vasilievič Polenov, fu uno storico e diplomatico che prestò servizio come consigliere privato. Crebbe nelle tenute di famiglia presso i governatorati di Olonec e di Tambov. Sua madre, Maria, scrittrice di storie per l'infanzia e artista dilettante, le diede le prime lezioni di disegno. A partire dal 1859, lei e i suoi fratelli ricevettero lezioni da Pavel Čistjakov.
A quel tempo, le donne non erano ammesse all'Accademia imperiale delle arti, quindi, all'età di quattordici anni, si iscrisse alla scuola di disegno gestita dalla Società imperiale per l'incoraggiamento delle arti, dove studiò con Ivan Kramskoj. Dal 1869 al 1870, visitò la Francia e qui prese lezioni private da Charles Joshua Chaplin.
Dal 1870 al 1877, lavorò negli studi di Čistjakov, successivamente apprese nozioni di acquerello e decorazione ceramica presso la Società Imperiale, fino al 1880, con una momentanea sospensione dovuta al prestar servizio come volontaria in un ospedale militare durante la guerra russo-turca, assieme alla sorella. Lì conobbe un medico di xui s'innamorò, ma la famiglia fu contraria alla loro unione. Sebbene si conformò alle loro richieste, ciò la lasciò profondamente infelice.
Riprendendo la carriera artistica ebbe un notevole successo grazie le sue opere ceramiche, cosicché la Società Imp. le dono una pensionato per studiare a Parigi; cosa che a poche artiste donne, all'epoca, era concesso ricevere. Lì, collaborò con Théodore Deck ed Evdokim Egorov (1832-1891) ed ebbe la sua prima esposizione all'Art Nouveau. Al ritorno a San Pietroburgo, insegnò pittura su porcellana e creò pezzi di maiolica vittoriana.
Colonia di Abramcevo
Dopo il 1882, le circostanze familiari la costrinsero a vivere a Mosca, dove lavorò come insegnante d'arte e divenne membro della "Colonia di Abramcevo", un gruppo di artisti, musicisti e teatranti che si riuniva in una tenuta ad Abramcevo appartenente alla famiglia Mamontov. Lì, si interessò al folklore e si cimentò nella progettazione di costumi. Lei e la sua amica Elizaveta Mamontova lavorarono anche per realizzare un museo etnografico, viaggiando fino a Jaroslavl' per disegnare bozze e raccogliere racconti popolari, e nel mentre impartirono lezioni di artigianato tradizionale alle famiglie contadine locali. Insieme a Viktor Hartmann, Viktor Vasnetsov e altri, contribuì a rendere Abramcevo il centro delle Arts and Crafts in Russia.
Nel 1886, realizzò le sue prime illustrazioni per venti fiabe raccolte da Aleksandr Afanas'ev. Sebbene La guerra dei funghi (1889) fosse l'unica sua opera individuale pubblicata in vita, il suo lavoro influenzò altri colleghi come Ivan Bilibin e Sergej Maljutin. Polenova poté anche esporre il suo lavoro presso il Palazzo delle Belle Arti alla Fiera Mondiale Colombiana di Chicago, nel 1893.
Dopo il 1893, trascorse meno tempo ad Abramcevo e si concentrò sulla progettazione di ricami, carta da parati, ceramiche e altri pezzi artigianali. Da sempre amante della musica, sosteneva di avere un "udito a colori"; che ascoltare musica le faceva vedere disegni ornamentali.
Nell'aprile del 1896, mentre viaggiava su un carrozza affittata lungo viale Čvenoij, le ruote rimasero incastrate nelle rotaie della tranvia e si ribaltarono, rimanendo gravemente ferita quando la sua testa sbatté su un marcapiano. Le complicazioni causate dall'incidente portarono alla sua dipartita più di due anni dopo.
In sua memoria, i suoi fratelli istituirono un premio di 300 rubli, da assegnare a giovani artisti promettenti affinché potessero studiare all'estero. Tra coloro che ricevettero il premio ci furono Konstantin Bogaevskij ed Eghiče Tadevosjan.